# Perforace (lékařství)
Perforace (z latinského perforatio) je lékařský pojem, který se uvádí do souvislostí s protržením. Od toho tedy plyne český název protržení. Druhů protržení může být několik, stejně tak může být několik příčin protržení daného orgánu nebo části lidského těla.

## Perforace střev
Nejčastější perforací je bezpochyby perforace střev. Ta vzniká kvůli velkému tlaku ve střevě nebo z důvodů poškození střeva. Při velkém tlaku se mnohonásobně zvětší obsah střev, stěna střeva nevydrží a praskne, což může způsobit následnou infekci, například břišním tyfem.
Další možností je poškození střev parazitem, nejčastěji se do souvislosti dává škrkavka dětská, která parazituje v tenkém střevě člověka.

## Perforace apendixu
Dalším nejčastějším případem perforace je perforace červovitého výběžku slepého střeva (appendix vermiformis). Při jeho zánětu (apendicitis) se při perforaci může jeho obsah vylít do břišní dutiny, což způsobí infekci a mnohdy i smrt. Při tomto poškození se musí podat ihned silná antibiotikum, která přeruší šíření infekce.

## Perforace bubínku
Orgánem v lidském těle, který může také perforovat, je bubínek v lidském uchu. Ten při vystavení vysokému tlaku, který může být způsoben například nahromaděným hnisem ve středním uchu nebo hlasitou hudbou, může prasknout, což vyvolá krátkodobou hluchotu, bubínek ale po čase opět sroste, takže perforace je jen dočasná.